# Кубок Португалії з футболу 1999—2000
Кубок Португалії з футболу 1999–2000 — 60-й розіграш кубкового футбольного турніру в Португалії. Титул вдесяте здобув Порту.

## Календар
| Раунд           | Дата матчів                                                | Матчі | Клуби     |
| --------------- | ---------------------------------------------------------- | ----- | --------- |
| Перший раунд    | 4-15 вересня 1999                                          | 68+9  | 228 → 160 |
| Другий раунд    | 18-19 вересня 1999                                         | 62+14 | 160 → 98  |
| Третій раунд    | 5 жовтня 1999                                              | 40+1  | 98 → 58   |
| Четвертий раунд | 13 листопада - 1 грудня 1999, 1 грудня 1999 (перегравання) | 29+3  | 58 → 29   |
| П'ятий раунд    | 9-12 січня 2000, 19 січня 2000 (перегравання)              | 14+3  | 29 → 15   |
| Шостий раунд    | 25-26 січня 2000, 2 лютого 2000 (перегравання)             | 7+1   | 15 → 8    |
| 1/4 фіналу      | 9 лютого 2000                                              | 4     | 8 → 4     |
| 1/2 фіналу      | 12 квітня 2000                                             | 2     | 4 → 2     |
| Фінал           | 21 травня 2000 25 травня 2000 (перегравання)               | 1+1   | 2 → 1     |

## Четвертий раунд
| Команда 1                    | Рахунок | Команда 2                  |
| ---------------------------- | ------- | -------------------------- |
| 13 листопада 1999            |         |                            |
| Бенфіка                      | 1:0     | Торреш Новаш (3)           |
| 14 листопада 1999            |         |                            |
| Брага                        | 2:1     | Марітіму                   |
| Фаренсе                      | 3:1     | Белененсеш                 |
| Жил Вісенте                  | 3:2     | Леса (2)                   |
| Портімоненсі (3)             | 1:4     | Ріу Аве                    |
| Дешпортіву Рібейра Брава (3) | 0:4     | Порту                      |
| Віторія (Сетубал)            | 2:1 дч  | Вілафранкенсі (3)          |
| Салгейруш                    | 1:0     | Лузітанія Акореш (3)       |
| Фамалікан (4)                | 1:2     | Санта-Клара                |
| Ештрела (Амадора)            | 2:0     | Камара-де-Лобуш (3)        |
| Канелаш (3)                  | 0:1     | Спортінг (Лісабон)         |
| Уніан Лейрія                 | 3:0     | Анадія (4)                 |
| Кампумайоренсі               | 2:1     | Кастело Бранко (4)         |
| Іморталь (2)                 | 1:0     | Бейра-Мар (2)              |
| Пенафієл (2)                 | 0:1 дч  | Навал (2)                  |
| Варзін (2)                   | 1:1 дч  | Спортінг (Ковілья) (2)     |
| Фелгейраш (2)                | 2:1     | Лейшойш (3)                |
| Фреамунде (2)                | 1:2     | Інфешта (3)                |
| Баррейренсі (3)              | 2:2 дч  | Морейренсі (2)             |
| Пасуш-де-Феррейра (2)        | 0:1     | Драгонш Санідненсеш (4)    |
| Академіка (Коїмбра) (2)      | 6:1     | Алкайнш (4)]               |
| Фафі (3)                     | 2:1     | Уніан Мадейра (3)          |
| Візела (3)                   | 3:1     | Гуарда (3)                 |
| Вілановенсі (3)              | 2:1     | Лоулетану (3)              |
| Каза Піа (4)                 | 2:1     | Ештуріл-Прая (3)           |
| Амора (3)                    | 1:1 дч  | Портомосенсі (4)           |
| Паредеш (4)                  | 3:1     | Ештрела (Вендаш-Новаш) (4) |
| 24 листопада 1999            |         |                            |
| Віторія (Гімарайнш)          | 1:0     | Майя (2)                   |
| 1 грудня 1999                |         |                            |
| Алверка                      | 1:2 дч  | Боавішта (Порту)           |

Перегравання
| Команда 1              | Рахунок      | Команда 2       |
| ---------------------- | ------------ | --------------- |
| 1 грудня 1999          |              |                 |
| Спортінг (Ковілья) (2) | 1:0          | Варзін (2)      |
| Морейренсі (2)         | 2:0          | Баррейренсі (3) |
| Портомосенсі (4)       | 2:2 пен. 4:5 | Амора (3)       |

## П'ятий раунд
Клуб Жил Вісенте пройшов до наступного раунду після жеребкування.
| Команда 1               | Рахунок | Команда 2         |
| ----------------------- | ------- | ----------------- |
| 9 січня 2000            |         |                   |
| Візела (3)              | 2:2 дч  | Фафі (3)          |
| Драгонш Санідненсеш (4) | 2:0     | Вілановенсі (3)   |
| 11 січня 2000           |         |                   |
| Фаренсе                 | 2:3     | Ештрела (Амадора) |
| 12 січня 2000           |         |                   |
| Салгейруш               | 2:0     | Кампумайоренсі    |
| Академіка (Коїмбра) (2) | 2:1     | Віторія (Сетубал) |
| Морейренсі (2)          | 3:2     | Санта-Клара       |
| Спортінг (Ковілья) (2)  | 0:2     | Ріу Аве           |
| Віторія (Гімарайнш)     | 3:0     | Каза Піа (4)      |
| Іморталь (2)            | 0:0 дч  | Фелгейраш (2)     |
| Інфешта (3)             | 1:1 дч  | Навал (2)         |
| Боавішта (Порту)        | 8:2     | Паредеш (4)       |
| Бенфіка                 | 7:0     | Амора (3)         |
| Спортінг (Лісабон)      | 1:0     | Уніан Лейрія      |
| Порту                   | 4:1     | Брага             |

Перегравання
| Команда 1     | Рахунок      | Команда 2    |
| ------------- | ------------ | ------------ |
| 19 січня 2000 |              |              |
| Фафі (3)      | 2:2 пен. 5:4 | Візела (3)   |
| Фелгейраш (2) | 3:0          | Іморталь (2) |
| Навал (2)     | 2:1          | Інфешта (3)  |

## Шостий раунд
Клуб Порту пройшов до наступного раунду після жеребкування.
| Команда 1               | Рахунок | Команда 2               |
| ----------------------- | ------- | ----------------------- |
| 25 січня 2000           |         |                         |
| Віторія (Гімарайнш)     | 3:0     | Жил Вісенте             |
| 26 січня 2000           |         |                         |
| Ріу Аве                 | 0:0 дч  | Навал (2)               |
| Академіка (Коїмбра) (2) | 0:1 дч  | Морейренсі (2)          |
| Ештрела (Амадора)       | 1:2     | Драгонш Санідненсеш (4) |
| Боавішта (Порту)        | 2:1     | Фелгейраш (2)           |
| Салгейруш               | 1:2 дч  | Фафі (3)                |
| Бенфіка                 | 1:3     | Спортінг (Лісабон)      |

Перегравання
| Команда 1     | Рахунок | Команда 2 |
| ------------- | ------- | --------- |
| 2 лютого 2000 |         |           |
| Навал (2)     | 2:3     | Ріу Аве   |

## 1/4 фіналу
| Команда 1           | Рахунок | Команда 2               |
| ------------------- | ------- | ----------------------- |
| 9 лютого 2000       |         |                         |
| Ріу Аве             | 1:0     | Боавішта (Порту)        |
| Віторія (Гімарайнш) | 0:1     | Морейренсі (2)          |
| Спортінг (Лісабон)  | 3:0     | Драгонш Санідненсеш (4) |
| Порту               | 3:0     | Фафі (3)                |

## 1/2 фіналу
| Команда 1      | Рахунок | Команда 2          |
| -------------- | ------- | ------------------ |
| 12 квітня 2000 |         |                    |
| Морейренсі (2) | 0:1     | Спортінг (Лісабон) |
| Порту          | 3:0     | Ріу Аве            |

## Фінал
| 21 травня 2000 |

| Порту     | 1:1 дч   | Спортінг (Лісабон) |
| --------- | -------- | ------------------ |
| Жардел 4' | Протокол | Барбоза 56'        |

| Національний стадіон (Жамор), Оейраш Арбітр: Антоніу Кошта |

Перегравання
| 25 травня 2000 |

| Спортінг (Лісабон) | 0:2      | Порту                |
| ------------------ | -------- | -------------------- |
|                    | Протокол | Клейтон 47' Деку 74' |

| Національний стадіон (Жамор), Оейраш Арбітр: Лусіліу Батішта |